# Colaphus joliveti
Colaphus joliveti (лат.) — вид жуков из подсемейства хризомелин семейства листоедов. Описан Яном Бехине в 1954 году.

## Описание
Бронзово-чёрные блестящие жуки длиной 3,5-4,5 мм. Бёдра ног тёмные, голени красноватые. У самцов бёдра не утолщены в отличие от близкого вида Colaphus tenuipes.

## Распространение
Распространён в Алжире. Типовые экземпляры собраны в окрестностях города Бискра.